# IC 1293
IC 1293 је група звијезда у сазвјежђу Змај која се налази на листи објеката дубоког неба у Индекс каталогу.
Деклинација објекта је + 56° 19' 2" а ректасцензија 18h 41m 38,0s.